# Faustverleihung 2022
Die 17. Verleihung des Deutschen Theaterpreises Der Faust fand am 26. November im Düsseldorfer Schauspielhaus statt und wurde von André Kaczmarczyk moderiert. Die Nominierungen wurden am 15. September 2022 bekanntgegeben.
Neu hinzu kamen die Kategorien Genrespringer, über welche tradierte Muster sprengende Ästhetiken abgebildet werden, Darsteller:in Theater für junges Publikum sowie Ton und Medien. Die bisherige Kategorie Bühne/Kostüm wurde in die Einzelkategorien Raum und Kostüm unterteilt. Die Differenzierung und Erweiterung einzelner Kategorien soll unterschiedliche künstlerische Leistungen an Theatern deutlich sichtbar machen und individueller würdigen.
Über die Preisträger entschied eine siebenköpfige Jury, die von der Deutschen Akademie der Darstellenden Künste benannt wurde und sich aus folgenden Akademiemitgliedern zusammensetzte: Tatjana Gürbaca, Sebastian Hannak, Helgard Haug, Tim Plegge, Nathalie Singer, Marion Tiedtke und Jürgen Zielinski.
Der Deutsche Theaterpreis Der Faust 2022 wurde vom Deutschen Bühnenverein und der Deutschen Akademie der Darstellenden Künste in Kooperation mit der Kulturstiftung der Länder veranstaltet. Er wurde durch das Ministerium für Kultur und Wissenschaft des Landes Nordrhein-Westfalen und die Landeshauptstadt Düsseldorf gefördert. Lokaler Veranstaltungspartner war das Düsseldorfer Schauspielhaus, Medienpartner waren 3sat und die Theaterzeitschrift Die Deutsche Bühne.
Begleitend zur Preisverleihung gab es einen Live-Stream, der auf www.3sat.de abrufbar war. Zudem strahlte 3sat am 3. Dezember 2022 um 19.20 Uhr eine eigenproduzierte Sondersendung mit dem Titel „Publikum ... verzweifelt gesucht? Neue Strategien beim Deutschen Theaterpreis Der Faust“ aus.

## Preisträger und Nominierte
(Quelle: )
Inszenierung Schauspiel
Jette Steckel – Das mangelnde Licht – Thalia Theater Hamburg
- Marie Bues – Wounds Are Forever (Selbstportrait als Nationaldichterin) – Nationaltheater Mannheim, Theater Rampe Stuttgart
- Georg Schmiedleitner – Richard III – Theater Regensburg

Darsteller*in Schauspiel
Lina Beckmann – Richard in Richard the Kid & the King – Deutsches SchauSpielHaus Hamburg / Salzburger Festspiele
- Susanne Wolff – Ismene in SCHWESTER.VON – Deutsches Theater Berlin
- Vincent zur Linden – Junger Mann/Adam/Leo in Das Vermächtnis (The Inheritance) – Residenztheater München

Inszenierung Musiktheater
Florian Lutz – Wozzeck – Staatstheater Kassel
- Julia Lwowski/Franziska Kronfoth (Kollektiv 'Hauen und Stechen') – Die Verurteilung des Lukullus – Staatsoper Stuttgart
- Jakob Peters-Messer – Fremde Erde von Karol Rathaus, Theater Osnabrück

Darsteller*in Musiktheater
Marlis Petersen – Emilia Marty in Die Sache Makropulos – Staatsoper Unter den Linden
- Leigh Melrose – Oedipe in Œdipe – Komische Oper Berlin
- Milda Tubelytė – Jitsuka Honda in Hanjo – Staatstheater Braunschweig

Inszenierung Tanz
Rafaële Giovanola – Sphynx – Staatstheater Mainz
- Richard Siegal – Ectopia – Tanztheater Wuppertal/Forum Leverkusen
- Stephanie Thiersch – Archipel – Ensemble Garage und MOUVOIR, Theater der Welt Düsseldorf 2021, Ruhrtriennale 2020 und ULTIMA – Oslo Contemporary Music Festival

Darsteller*in Tanz
Beatrice Cordua – A Divine Comedy – Ruhrtriennale, Spirit, Something Great und Staatstheater Kassel, Tanzquartier Wien, Volksbühne am Rosa-Luxemburg-Platz Berlin, deSingel, Theater Freiburg und Julidans
- Sahra Huby – Über die Wut – Münchner Kammerspiele / Anna Konjetzky & Co, Münchner Kammerspiele und Festival DANCE München sowie dem LOT-Theater Braunschweig
- Miquel Martínez Pedro – Baal – Ballett am Rhein Düsseldorf Duisburg

Raum
Katja Haß – Die Träume der Abwesenden – Residenztheater München
- Christoph Ernst – White Passing – Schauspiel Leipzig / Deutsches Theater Berlin
- Sarah-Katharina Karl – Le Grand Macabre – Mecklenburgisches Staatstheater

Kostüm
Adriana Braga Peretzki – Molière – Schauspiel Köln
- Moran Sanderovich – Wounds Are Forever (Selbstportrait als Nationaldichterin) – Nationaltheater Mannheim / Theater Rampe Stuttgart
- Sibylle Wallum – Pippi Langstrumpf – Thalia Theater Hamburg

Inszenierung Theater für junges Publikum
Liesbeth Coltof – Miroloi – Junges DT Berlin
- Frank Hörner und Christian Eggert – Trial & Error – Die Lust am Scheitern – Theaterkohlenpott Herne und Urbanatix Bochum
- Nis Søgaard – Was das Nashorn sah, als es auf die andere Seite des Zauns schaute – Theater Junge Generation Dresden

Darsteller:in Theater für junges Publikum
Eidin Jalali – A. in Die Leiden des jungen Azzlack – Schauspiel Leipzig
- Judith Goldberg – Sammy in Wutschweiger – Junges Theater Bremen / Moks
- Viktoria Miknevich – Eva Gruber in Vater unser – Staatstheater Hannover

Genrespringer
Melanie Mohren und Bernhard Herbordt – Das Schaudepot von Herbordt/Mohren – Theater Rampe Stuttgart
- Mable Preach – Emb*race Your Crown** – Kampnagel Hamburg
- Roman Senkl/Nils Corte – Pan’s Lab – Ein Trip in den Kaninchenbau des Digitalen – Staatstheater Nürnberg

Ton und Medien
Paul Hankinson und Jonas Holle (Musik) – Das neue Leben – where do we go from here? – Schauspielhaus Bochum
- Sara Glojnarić (Komposition), Clemens Meyer (Libretto, Hauptdarsteller) und Michael von zur Mühlen (Inszenierung) – Im Stein – Oper Halle
- Brigitta Muntendorf (Komposition) – Archipel – Ensemble Garage, MOUVOIR, Theater der Welt Düsseldorf 2021, Ruhrtriennale 2020 und ULTIMA, Oslo Contemporary Music Festival

Preis für das Lebenswerk
- Achim Freyer

Perspektivpreis der Länder
- Bühnen Halle: Oper Halle mit der Inszenierung „Manru“ und ihrem politisch-interdisziplinären Rahmenprogramm[6]